# Tehuixtla (Guerrero)
Tehuixtla es una localidad del estado mexicano de Guerrero. Es parte del municipio de Teloloapan.

## Toponimia
El nombre «Tehuixtla» proviene de los términos en náhuatl: tehuitztli, guijarro; tlan, lugar de abundancia. Su significado es «lugar donde abundan los guijarros».

## Demografía
| Gráfica de evolución demográfica |
|                                  |

| Censo | Población |
| ----- | --------- |
| 1900  | 164       |
| 1910  | 483       |
| 1921  | 470       |
| 1930  | 551       |
| 1940  | 644       |
| 1950  | 675       |
| 1960  | 845       |
| 1970  | 1 106     |
| 1980  | 1 058     |
| 1990  | 1 792     |
| 2000  | 1 325     |
| 2010  | 1 251     |
| 2020  | 1 252     |